# Mysateles prehensilis
Mysateles prehensilis é uma espécie de roedor da família Capromyidae.
Endêmica de Cuba.